# Copa da Alemanha de Voleibol Masculino de 2023–24
A Copa da Alemanha de Voleibol Masculino de 2023–24 (em alemão:  DVV-Pokal der Männer 2023/2024), foi a 34.ª edição desta competição organizada anualmente pela Federação Alemã de Voleibol (em alemão:  Deutsche Volleyball-Verband, DVV). O torneio ocorreu de 21 de outubro de 2023 a 3 de março de 2024 e contou com a presença de 20 equipes alemães.
A equipe do Berlin Recycling Volleys conquistou seu sétimo título ao superar a equipe do WWK Volleys Herrsching por 3 sets a 0.

## Regulamento
Todas as 12 equipes da 1. Bundesliga de 2023–24 e as oito equipes campeãs dos torneios regionais participaram da Copa da Alemanha de 2023–24.
Todas as partidas da rodada de qualificação em diante foram sorteadas publicamente. Os sorteios da 1ª rodada principal aconteceram em junho de 2023. O sorteio da 2ª e 3ª rodadas ocorreram no máximo 24 horas após o término do último jogo da rodada anterior.
Todos os jogos da foram disputados no sistema de mata-mata. Os vencedores das semifinais se classificaram para a final, o vencedor do primeiro jogo das semifinais (de acordo com o número do jogo) foi classificado como time anfitrião.

## Equipes participantes
| Equipe                       | Qualificação                        | Fase                   |
| ---------------------------- | ----------------------------------- | ---------------------- |
| VfB Friedrichshafen          | 1. Bundesliga de 2023–24            | Oitavas de final       |
| SWD Powervolleys Düren       | 1. Bundesliga de 2023–24            | Oitavas de final       |
| Helios Grizzlies Giesen      | 1. Bundesliga de 2023–24            | Oitavas de final       |
| Berlin Recycling Volleys     | 1. Bundesliga de 2023–24            | Oitavas de final       |
| TSV Haching München          | 1. Bundesliga de 2023–24            | Oitavas de final       |
| SVG Lüneburg                 | 1. Bundesliga de 2023–24            | Oitavas de final       |
| Energiequelle Netzhoppers KW | 1. Bundesliga de 2023–24            | Oitavas de final       |
| WWK Volleys Herrsching       | 1. Bundesliga de 2023–24            | Oitavas de final       |
| ASV Dachau                   | 1. Bundesliga de 2023–24            | Oitavas de final       |
| Baden Volleys SSC Karlsruhe  | 1. Bundesliga de 2023–24            | Oitavas de final       |
| FT 1844 Freiburg             | 1. Bundesliga de 2023–24            | Oitavas de final       |
| VC Bitterfeld-Wolfen         | 1. Bundesliga de 2023–24            | Oitavas de final       |
| Kieler TV                    | Vencedor da Copa da Região Norte    | Rodada de qualificação |
| SV Lindow Gransee            | Vencedor da Copa da Região Nordeste | Rodada de qualificação |
| FC Schüttorf 09              | Vencedor da Copa da Região Noroeste | Rodada de qualificação |
| Blue Volleys Gotha           | Vencedor da Copa da Região Leste    | Rodada de qualificação |
| TV Rottenburg                | Vencedor da Copa da Região Sul      | Rodada de qualificação |
| SV Schwaig                   | Vencedor da Copa da Região Sudeste  | Rodada de qualificação |
| TuS Kriftel                  | Vencedor da Copa da Região Sudoeste | Rodada de qualificação |
| TuS Mondorf                  | Vencedor da Copa da Região Oeste    | Rodada de qualificação |

## Resultados

### Rodada de qualificação
- Todas as partidas seguem o horário local.

| Data   | Hora  |                   | Placar |                    | Set 1 | Set 2 | Set 3 | Set 4 | Set 5 | Total | Relatório |
| ------ | ----- | ----------------- | ------ | ------------------ | ----- | ----- | ----- | ----- | ----- | ----- | --------- |
| 21 out | 18:00 | SV Lindow-Gransee | 1–3    | FC Schüttorf 09    | 25–27 | 25–22 | 23–25 | 20–25 |       | 93–99 | Relatório |
| 21 out | 19:30 | TV Kieler         | 0–3    | TuS Mondorf        | 19–25 | 18–25 | 19–25 |       |       | 56–75 | Relatório |
| 22 out | 16:00 | SV Schwaig        | 1–3    | TuS Kriftel        | 24–26 | 17–25 | 25–19 | 23–25 |       | 89–95 | Relatório |
| 22 out | 16:00 | TV Rottenburg     | 0–3    | Blue Volleys Gotha | 23–25 | 23–25 | 20–25 |       |       | 66–75 | Relatório |

### Chaveamento final
|  | Oitavas de final                 | Oitavas de final            |                             |   | Quartas de final | Quartas de final |  |  | Semifinais | Semifinais |  |  | Final | Final |
|  |                                  |                             |                             |   |                  |                  |  |  |            |            |  |  |       |       |
|  | 5 de novembro – Hildesheim       |                             |                             |   |                  |                  |  |  |            |            |  |  |       |       |
|  |                                  |                             |                             |   |                  |                  |  |  |            |            |  |  |       |       |
|  | Helios Grizzlies Giesen          | 3                           |                             |   |                  |                  |  |  |            |            |  |  |       |       |
|  | Helios Grizzlies Giesen          | 3                           | 18 de novembro – Hildesheim |   |                  |                  |  |  |            |            |  |  |       |       |
|  | TSV Haching München              | 0                           |                             |   |                  |                  |  |  |            |            |  |  |       |       |
|  | TSV Haching München              | 0                           | Helios Grizzlies Giesen     | 3 |                  |                  |  |  |            |            |  |  |       |       |
|  | 4 de novembro – Kriftel          |                             | Helios Grizzlies Giesen     | 3 |                  |                  |  |  |            |            |  |  |       |       |
|  |                                  | FT 1844 Freiburg            | 0                           |   |                  |                  |  |  |            |            |  |  |       |       |
|  | TuS Kriftel                      | FT 1844 Freiburg            | 0                           | 0 |                  |                  |  |  |            |            |  |  |       |       |
|  | TuS Kriftel                      |                             | 6 de dezembro – Hildesheim  | 0 |                  |                  |  |  |            |            |  |  |       |       |
|  | FT 1844 Freiburg                 | 3                           |                             |   |                  |                  |  |  |            |            |  |  |       |       |
|  | FT 1844 Freiburg                 | 3                           | Helios Grizzlies Giesen     | 0 |                  |                  |  |  |            |            |  |  |       |       |
|  | 8 de novembro – Schüttorf        |                             | Helios Grizzlies Giesen     | 0 |                  |                  |  |  |            |            |  |  |       |       |
|  |                                  | WWK Volleys Herrsching      | 3                           |   |                  |                  |  |  |            |            |  |  |       |       |
|  | FC Schüttorf 09                  | WWK Volleys Herrsching      | 3                           | 1 |                  |                  |  |  |            |            |  |  |       |       |
|  | FC Schüttorf 09                  | 18 de novembro – Herrsching |                             | 1 |                  |                  |  |  |            |            |  |  |       |       |
|  | WWK Volleys Herrsching           | 3                           |                             |   |                  |                  |  |  |            |            |  |  |       |       |
|  | WWK Volleys Herrsching           | 3                           | WWK Volleys Herrsching      | 3 |                  |                  |  |  |            |            |  |  |       |       |
|  | 4 de novembro – Bona             |                             | WWK Volleys Herrsching      | 3 |                  |                  |  |  |            |            |  |  |       |       |
|  |                                  | SWD Powervolleys Düren      | 2                           |   |                  |                  |  |  |            |            |  |  |       |       |
|  | TuS Mondorf                      | SWD Powervolleys Düren      | 2                           | 2 |                  |                  |  |  |            |            |  |  |       |       |
|  | TuS Mondorf                      |                             | 3 de março – Mannheim       | 2 |                  |                  |  |  |            |            |  |  |       |       |
|  | SWD Powervolleys Düren           | 3                           |                             |   |                  |                  |  |  |            |            |  |  |       |       |
|  | SWD Powervolleys Düren           | 3                           | WWK Volleys Herrsching      | 0 |                  |                  |  |  |            |            |  |  |       |       |
|  | 5 de novembro – Gota             |                             | WWK Volleys Herrsching      | 0 |                  |                  |  |  |            |            |  |  |       |       |
|  |                                  | Berlin Recycling Volleys    | 3                           |   |                  |                  |  |  |            |            |  |  |       |       |
|  | Blue Volleys Gotha               | Berlin Recycling Volleys    | 3                           | 3 |                  |                  |  |  |            |            |  |  |       |       |
|  | Blue Volleys Gotha               | 19 de novembro – Ohrdruf    |                             | 3 |                  |                  |  |  |            |            |  |  |       |       |
|  | Energiequelle Netzhoppers KW     | 0                           |                             |   |                  |                  |  |  |            |            |  |  |       |       |
|  | Energiequelle Netzhoppers KW     | 0                           | Blue Volleys Gotha          | 0 |                  |                  |  |  |            |            |  |  |       |       |
|  | 4 de novembro – Friedrichshafen  |                             | Blue Volleys Gotha          | 0 |                  |                  |  |  |            |            |  |  |       |       |
|  |                                  | Berlin Recycling Volleys    | 3                           |   |                  |                  |  |  |            |            |  |  |       |       |
|  | VfB Friedrichshafen              | Berlin Recycling Volleys    | 3                           | 2 |                  |                  |  |  |            |            |  |  |       |       |
|  | VfB Friedrichshafen              |                             | 6 de dezembro – Berlim      | 2 |                  |                  |  |  |            |            |  |  |       |       |
|  | Berlin Recycling Volleys         | 3                           |                             |   |                  |                  |  |  |            |            |  |  |       |       |
|  | Berlin Recycling Volleys         | 3                           | Berlin Recycling Volleys    | 3 |                  |                  |  |  |            |            |  |  |       |       |
|  | 4 de novembro – Luneburgo        |                             | Berlin Recycling Volleys    | 3 |                  |                  |  |  |            |            |  |  |       |       |
|  |                                  | SVG Lüneburg                | 2                           |   |                  |                  |  |  |            |            |  |  |       |       |
|  | SVG Lüneburg                     | SVG Lüneburg                | 2                           | 3 |                  |                  |  |  |            |            |  |  |       |       |
|  | SVG Lüneburg                     | 18 de novembro – Luneburgo  |                             | 3 |                  |                  |  |  |            |            |  |  |       |       |
|  | Baden Volleys SSC Karlsruhe      | 0                           |                             |   |                  |                  |  |  |            |            |  |  |       |       |
|  | Baden Volleys SSC Karlsruhe      | 0                           | SVG Lüneburg                | 3 |                  |                  |  |  |            |            |  |  |       |       |
|  | 4 de novembro – Unterschleißheim |                             | SVG Lüneburg                | 3 |                  |                  |  |  |            |            |  |  |       |       |
|  |                                  | VC Bitterfeld-Wolfen        | 1                           |   |                  |                  |  |  |            |            |  |  |       |       |
|  | ASV Dachau                       | VC Bitterfeld-Wolfen        | 1                           | 1 |                  |                  |  |  |            |            |  |  |       |       |
|  | ASV Dachau                       |                             |                             | 1 |                  |                  |  |  |            |            |  |  |       |       |
|  | VC Bitterfeld-Wolfen             | 3                           |                             |   |                  |                  |  |  |            |            |  |  |       |       |
|  | VC Bitterfeld-Wolfen             | 3                           |                             |   |                  |                  |  |  |            |            |  |  |       |       |

### Oitavas de final
| Data  | Hora  |                         | Placar |                              | Set 1 | Set 2 | Set 3 | Set 4 | Set 5 | Total   | Relatório |
| ----- | ----- | ----------------------- | ------ | ---------------------------- | ----- | ----- | ----- | ----- | ----- | ------- | --------- |
| 4 nov | 17:00 | ASV Dachau              | 1–3    | VC Bitterfeld-Wolfen         | 15–25 | 25–18 | 24–26 | 22–25 |       | 86–94   | Relatório |
| 4 nov | 18:30 | SVG Lüneburg            | 3–0    | Baden Volleys SSC Karlsruhe  | 25–21 | 25–17 | 25–15 |       |       | 75–53   | Relatório |
| 4 nov | 20:00 | TuS Mondorf             | 2–3    | SWD Powervolleys Düren       | 28–30 | 25–17 | 22–25 | 32–30 | 13–15 | 120–117 | Relatório |
| 4 nov | 20:00 | TuS Kriftel             | 0–3    | FT 1844 Freiburg             | 18–25 | 21–25 | 20–25 |       |       | 59–75   | Relatório |
| 4 nov | 20:00 | VfB Friedrichshafen     | 2–3    | Berlin Recycling Volleys     | 20–25 | 25–22 | 28–26 | 19–25 | 13–15 | 105–113 | Relatório |
| 5 nov | 15:00 | Helios Grizzlies Giesen | 3–0    | TSV Haching München          | 25–15 | 25–11 | 25–16 |       |       | 75–42   | Relatório |
| 5 nov | 16:00 | Blue Volleys Gotha      | 3–0    | Energiequelle Netzhoppers KW | 25–15 | 25–18 | 25–16 |       |       | 75–49   | Relatório |
| 8 nov | 19:00 | FC Schüttorf 09         | 1–3    | WWK Volleys Herrsching       | 25–22 | 13–25 | 19–25 | 21–25 |       | 78–97   | Relatório |

### Quartas de final
| Data   | Hora  |                         | Placar |                          | Set 1 | Set 2 | Set 3 | Set 4 | Set 5 | Total   | Relatório |
| ------ | ----- | ----------------------- | ------ | ------------------------ | ----- | ----- | ----- | ----- | ----- | ------- | --------- |
| 18 nov | 19:00 | SVG Lüneburg            | 3–1    | VC Bitterfeld-Wolfen     | 25–12 | 22–25 | 25–12 | 25–17 |       | 97–66   | Relatório |
| 18 nov | 19:30 | Helios Grizzlies Giesen | 3–0    | FT 1844 Freiburg         | 25–17 | 25–13 | 25–12 |       |       | 75–42   | Relatório |
| 18 nov | 20:00 | WWK Volleys Herrsching  | 3–2    | SWD Powervolleys Düren   | 25–23 | 21–25 | 13–25 | 27–25 | 15–12 | 101–110 | Relatório |
| 19 nov | 16:00 | Blue Volleys Gotha      | 0–3    | Berlin Recycling Volleys | 23–25 | 19–25 | 18–25 |       |       | 60–75   | Relatório |

### Semifinais
| Data  | Hora  |                          | Placar |                        | Set 1 | Set 2 | Set 3 | Set 4 | Set 5 | Total   | Relatório |
| ----- | ----- | ------------------------ | ------ | ---------------------- | ----- | ----- | ----- | ----- | ----- | ------- | --------- |
| 6 dez | 19:00 | Helios Grizzlies Giesen  | 0–3    | WWK Volleys Herrsching | 20–25 | 14–25 | 14–25 |       |       | 48–75   | Relatório |
| 6 dez | 19:30 | Berlin Recycling Volleys | 3–2    | SVG Lüneburg           | 25–20 | 21–25 | 25–19 | 16–25 | 15–11 | 102–100 | Relatório |

### Final
| Data  | Hora  |                        | Placar |                          | Set 1 | Set 2 | Set 3 | Set 4 | Set 5 | Total | Relatório |
| ----- | ----- | ---------------------- | ------ | ------------------------ | ----- | ----- | ----- | ----- | ----- | ----- | --------- |
| 3 mar | 16:15 | WWK Volleys Herrsching | 0–3    | Berlin Recycling Volleys | 13–25 | 18–25 | 23–25 |       |       | 54–75 | Relatório |

## Classificação final
| Posição      | Equipe                       |
| ------------ | ---------------------------- |
| Campeão      | Berlin Recycling Volleys     |
| Vice-campeão | WWK Volleys Herrsching       |
| 3            | Helios Grizzlies Giesen      |
| 3            | SVG Lüneburg                 |
| 5            | Blue Volleys Gotha           |
| 5            | FT 1844 Freiburg             |
| 5            | SWD Powervolleys Düren       |
| 5            | VC Bitterfeld-Wolfen         |
| 9            | ASV Dachau                   |
| 9            | Baden Volleys SSC Karlsruhe  |
| 9            | Energiequelle Netzhoppers KW |
| 9            | FC Schüttorf 09              |
| 9            | TSV Haching München          |
| 9            | TuS Kriftel                  |
| 9            | TuS Mondorf                  |
| 9            | VfB Friedrichshafen          |
| 17           | Kieler TV                    |
| 17           | SV Lindow Gransee            |
| 17           | SV Schwaig                   |
| 17           | TV Rottenburg                |

| Copa da Alemanha de 2023–24                   |
| Berlim                                        |
| --------------------------------------------- |
| Campeão Berlin Recycling Volleys (7.º título) |

| Elenco |
| --- |
| Adam Kowalski, Satoshi Tsuiki, Robert Täht, Timo Tammemaa, Nehemiah Mote, Johannes Tille, Timothée Carle, Daniel Malescha, Cody Kessel, Sašo Štalekar, Ruben Schott, Leon Dervisaj, Marek Šotola, Tobias Krick |
| Técnico |
| Joel Banks |